# Exocelina munaso
Exocelina munaso är en skalbaggsart som först beskrevs av Shaverdo, Sagata och Michael Balke 2005.  Exocelina munaso ingår i släktet Exocelina och familjen dykare. Inga underarter finns listade i Catalogue of Life.